# Rubeli Bluff
Das Rubeli Bluff ist ein 221 m hohes Kliff an der Ingrid-Christensen-Küste des ostantarktischen Prinzessin-Elisabeth-Lands. Es liegt am nördlichen Ende der Reinbolt Hills bzw. am Ostrand des Amery-Schelfeises.
1968 errichteten Wissenschaftler der Australian National Antarctic Research Expeditions eine Vermessungsstation. Das Antarctic Names Committee of Australia benannte das Kliff nach Maxwell Neil Rubeli (* 1943), Geodät auf der Mawson-Station und Leiter besagter Wissenschaftler.